# Valpolicella
Valpolicella er et vinområde i Veneto i det nordøstlige Italien, øst for Gardasøen. Det er mest kendt for sin kraftige Amarone, men den næsten lige så velkendte lillebror Ripasso skal også nævnes. Fra gammel tid var egnen mest kendt for sin søde dessertvin Recioto. Ordet Valpolicella betyder kort "dalen med de mange kældre", et kælenavn, området fik under Romerriget.